# みょうこう (護衛艦)
みょうこう（ローマ字：JS Myōkō, DDG-175）は、海上自衛隊の護衛艦。こんごう型護衛艦の3番艦。艦名は妙高山に因み、旧海軍妙高型重巡洋艦「妙高」に続き日本の艦艇としては2代目。
本記事は、本艦の艦暦について主に取り扱っているため、性能や装備等の概要についてはこんごう型護衛艦を参照されたい。

## 艦歴
中期防衛力整備計画に基づく平成3年度計画7200トン型護衛艦2315号艦として、三菱重工業長崎造船所で1993年4月8日に起工され、1994年10月5日に進水、1996年3月14日に就役し、第3護衛隊群第63護衛隊に編入され、舞鶴に配備された。就役後、リンク16のアンテナを追加装備している。
1996年4月17日、横須賀で首脳会談のために来日したアメリカ合衆国大統領ビル・クリントンが米海軍空母「インディペンデンス」艦上から本艦を観閲した。アメリカ合衆国大統領が観閲した最初の自衛艦となった。
同年10月25日から翌年2月21日の間、イージスシステムの装備認定試験（SQT）のためハワイに派遣。
1998年8月31日、北朝鮮より発射された大陸間弾道弾「テポドン1号」の軌跡をフェイズド・アレイレーダーにて探知し、米軍に重要な判断情報を提供した。なおこの際は、弾道ミサイル防衛用のシステムソフトウェアが未搭載であったため、レーダーオペレーターの連続手動操作によりミサイルを捕捉しており、乗員の高い技術が評価された。
同年10月13日、韓国釜山で実施された韓国建国50周年記念国際観艦式に護衛艦「はるな」、「せとぎり」とともに参加した。
1999年3月22日から24日にかけて発生した能登半島沖不審船事件に「はるな」、「あぶくま」とともに出動し不審船を追跡した。この事件では、自衛隊初の「海上における警備行動」が発令され、海上自衛隊発足以来初のROE（交戦規定）となる野呂田防衛庁長官名の命令書「部隊の取るべき措置標準」を受け取り、不審船2隻に対して無線及び発光信号にて停船命令を実施、その後1時19分から4時38分にかけて主砲で第二大和丸に対し13回13発の警告射撃を実施した。艦長命令により、航海長伊藤祐靖（当時1尉）を指揮官とする臨検部署（戦時国際法の海戦法規に基づく行為）が臨時に発令され、選出された臨検隊員には、艦内に備え付けの64式 7.62 mm 小銃と9 mm 拳銃が配られた。しかしテロ対策に必須の技術であるCQB（近接戦闘）やCQC（近接格闘）に精通する者は皆無であり、また護衛艦には防弾チョッキすらなく、代わりに隊員の持ち込んだ漫画本を胴体にガムテープでぐるぐる巻きにして対処するほかなかった。しかし、不審船は停船しないまま北朝鮮側海域に逃げ込んだため、臨検が行われることはないまま事件は終結した。そしてこの事件を機に、海上自衛隊内に強襲・制圧を任務とする特殊部隊である特別警備隊（SBU）と、護衛艦ごとに臨検を任務とする立入検査隊（MIT、立検隊）が編成され、防弾チョッキ等の装備も整えられた。航海長は初の臨検部署発動という経験を買われて、特別警備隊準備室に異動した。
同年5月11日から8月12日の間、護衛艦「ひえい」、「あまぎり」とともに米国派遣訓練に参加。
2003年9月25日から7日間、若狭湾北方で実施された不審船対処を目的とした射爆撃訓練でミサイル艇「はやぶさ」等の自衛艦10隻、航空機2機と共に旧曳船45号を標的として撃沈した。
2004年1月23日、テロ対策特別措置法に基づきインド洋に派遣。同年5月まで任務に従事し6月29日に帰国した。
2005年に公開された映画「亡国のイージス」に主役の護衛艦「いそかぜ」役として出演し、停泊・航海中の両面で艦上撮影・空撮等が行われた。
同年5月18日から8月20日の間、護衛艦「まきなみ」、「あけぼの」とともに米国派遣訓練に参加。
2008年3月26日、護衛隊改編により第3護衛隊群第7護衛隊に編入された。
2009年8月24日から11月18日の間、BMD機能付加に伴う装備認定試験のためハワイに派遣され、10月27日、RIM-161スタンダード・ミサイル3 （SM-3）ブロックIAの発射試験（JFTM-3）をハワイ・カウアイ島沖で行い、予め時刻を知らされない条件下で太平洋ミサイル試射場から発射された模擬弾道ミサイルの迎撃に成功した。
2012年には護衛艦「しらね」、掃海母艦「ぶんご」と共にリムパックに参加。
同年12月6日、朝鮮民主主義人民共和国が「人工衛星」と自称する弾道ミサイルの発射に備え、護衛艦「こんごう」、「ちょうかい」と共に佐世保から出港し、アメリカ海軍と連携して迎撃態勢を整えた。同月12日にミサイルは発射されたが、捕捉・解析の結果、領土内に落着することはなかったため、破壊措置命令の解除を受けて順次撤収した。
2015年7月11日から13日までの間、妙高市10周年記念事業として近くの直江津港（新潟県上越市）で一般公開が行われ、約1万2000人が訪れた。
2016年10月11日、第3護衛隊群第3護衛隊に編入。
2019年8月13日から8月24日までの間、バシー海峡周辺から関東南方に至る海空域において米海軍空母「ロナルド・レーガン」ほか艦艇数隻と日米共同訓練を実施した。
同年12月2日、女性初のイージス艦艦長として大谷三穂1佐が着任。
2022年1月31日に発生した、航空自衛隊飛行教導群（小松基地所在）のF-15DJ（32-8083号機）墜落事故に対し、現地海面で捜索活動に従事。捜索には航空自衛隊のU-125A 救難捜索機、UH-60J 救難ヘリコプター、海上自衛隊のヘリ搭載護衛艦「ひゅうが」、護衛艦「せんだい」、潜水艦救難艦「ちはや」、ミサイル艇「うみたか」、掃海艇「うくしま」、水中処分母船1号型「YDT-01」、UP-3D 多用機、MCH-101 掃海・輸送ヘリコプター、SH-60K 哨戒ヘリコプター、海上保安庁の巡視船「はくさん」、巡視艇  「かがゆき」、巡視艇「あさぎり」、小松基地と陸上自衛隊金沢駐屯地からそれぞれ派出された地上捜索部隊も参加している。
同年2月19日から22日にかけて沖縄周辺海空域において米海軍空母「エイブラハム・リンカーン」、巡洋艦「モービル・ベイ」、駆逐艦「スプルーアンス」と共同訓練を実施した。
2022年、ロービジ（「ロービジビリティ」Low-visibilityの略）塗装へ塗装変更。その内容としては、煙突頂部の汚れを目立たなくするための黒帯の廃止、艦番号及び艦名の灰色化かつ無影化、飛行甲板上の対空表示（航空機に対し艦番号下2桁を表示するための塗装）の消去。
現在は第3護衛隊群第3護衛隊に所属し、定係港は舞鶴である。

### 歴代艦長
| 代 | 氏名       | 在任期間              | 出身校・期            | 前職                                                  | 後職                                                            | 備考                         |
| -- | ---------- | --------------------- | --------------------- | ----------------------------------------------------- | --------------------------------------------------------------- | ---------------------------- |
| 01 | 保井信治   | 1996.3.14 - 1997.9.9  | 防大16期              | みょうこう艤装員長                                    | 護衛艦隊司令部作戦幕僚                                          |                              |
| 02 | 鈴木英隆   | 1997.9.10 - 1999.8.9  | 防大18期              | 誘導武器教育訓練隊教育部長 兼 学生隊長 兼 研究室長    | 技術研究本部技術開発官 （誘導武器担当）付                       |                              |
| 03 | 井手剛一   | 1999.8.10 - 2001.3.26 | 防大19期              | 第4護衛隊群司令部幕僚                                 | 中央通信隊群司令部幕僚                                          |                              |
| 04 | 金子吉宏   | 2001.3.27 - 2002.5.19 | 防大21期              | 海上幕僚監部防衛部装備体系課 研究班長                 | 海上幕僚監部人事教育部補任課                                    |                              |
| 05 | 村田隆齋   | 2002.5.20 - 2004.8.29 | 防大21期              | はたかぜ艦長                                          | 開発指導隊群司令部首席幕僚                                      |                              |
| 06 | 五島浩司   | 2004.8.30 - 2006.3.26 | 防大25期              | 海上幕僚監部人事教育部人事計画課 制度班長 兼 要員班長 | 統合幕僚監部防衛計画部計画課 防衛局防衛政策課                   |                              |
| 07 | 桑野弘道   | 2006.3.27 - 2008.8.24 | 防大27期              | 横須賀地方総監部防衛部 第3幕僚室長 兼 第5幕僚室長     | 阪神基地隊副長                                                  | 就任時2等海佐、 2006.7.1昇任 |
| 08 | 島村雄司   | 2008.8.25 - 2010.3.24 | 防大29期              | 護衛艦隊司令部幕僚                                    | 海上自衛隊第1術科学校教育第2部長                                |                              |
| 09 | 立川浩二   | 2010.3.25 - 2012.4.22 | 防大28期              | 第4護衛隊群司令部幕僚                                 | 自衛艦隊司令部情報主任幕僚                                      |                              |
| 10 | 松井陽一   | 2012.4.23 - 2014.3.25 | 防大29期              | 第1術科学校主任教官兼研究部員                         | 呉海上訓練指導隊                                                |                              |
| 11 | 松味利紀   | 2014.3.26 - 2015.3.29 | 水産大学校・ 41期幹候 | 海上幕僚監部人事教育部 人事計画課募集班長             | 海上幕僚監部人事教育部 補任課服務室長                           |                              |
| 12 | 夏井 隆    | 2015.3.30 - 2016.7.31 | 防大36期              | 第４護衛隊群司令部首席幕僚                            | 海上幕僚監部人事教育部補任課                                    |                              |
| 13 | 能勢 毅    | 2016.8.1 - 2018.7.19  |                       | 海洋業務・対潜支援群司令部首席幕僚                    | 沖縄海洋観測所付 →2018.8.1 沖縄海洋観測所長                     |                              |
| 14 | 牧 孝行    | 2018.7.20 - 2019.12.1 | 防大37期              | 護衛艦隊司令部勤務                                    | 護衛艦隊司令部勤務 →2019.12.19 かしま艦長                       |                              |
| 15 | 大谷三穂   | 2019.12.2 - 2021.8.22 | 防大40期              | 自衛艦隊司令部 兼 護衛艦隊司令部                      | 統合幕僚学校教育課勤務 →2021.12.23 同校教育課 第1教官室学校教官 |                              |
| 16 | 宮路貴幸   | 2021.8.23 - 2022.8.21 | 防大33期              | 情報本部勤務                                          | 海上自衛隊東京業務隊付 →2022.11.6 退職                          |                              |
| 17 | 馬場智也   | 2022.8.22 - 2024.8.22 | 防大40期              | 沖縄海洋観測所長 →2022.3.22 護衛艦隊司令部勤務        | 横須賀地方総監部防衛部勤務                                      |                              |
| 18 | 小野小百合 | 2024.8.23 -           | 防大43期              | 舞鶴地方総監部防衛部第3幕僚室長                       |                                                                 |                              |

## ギャラリー

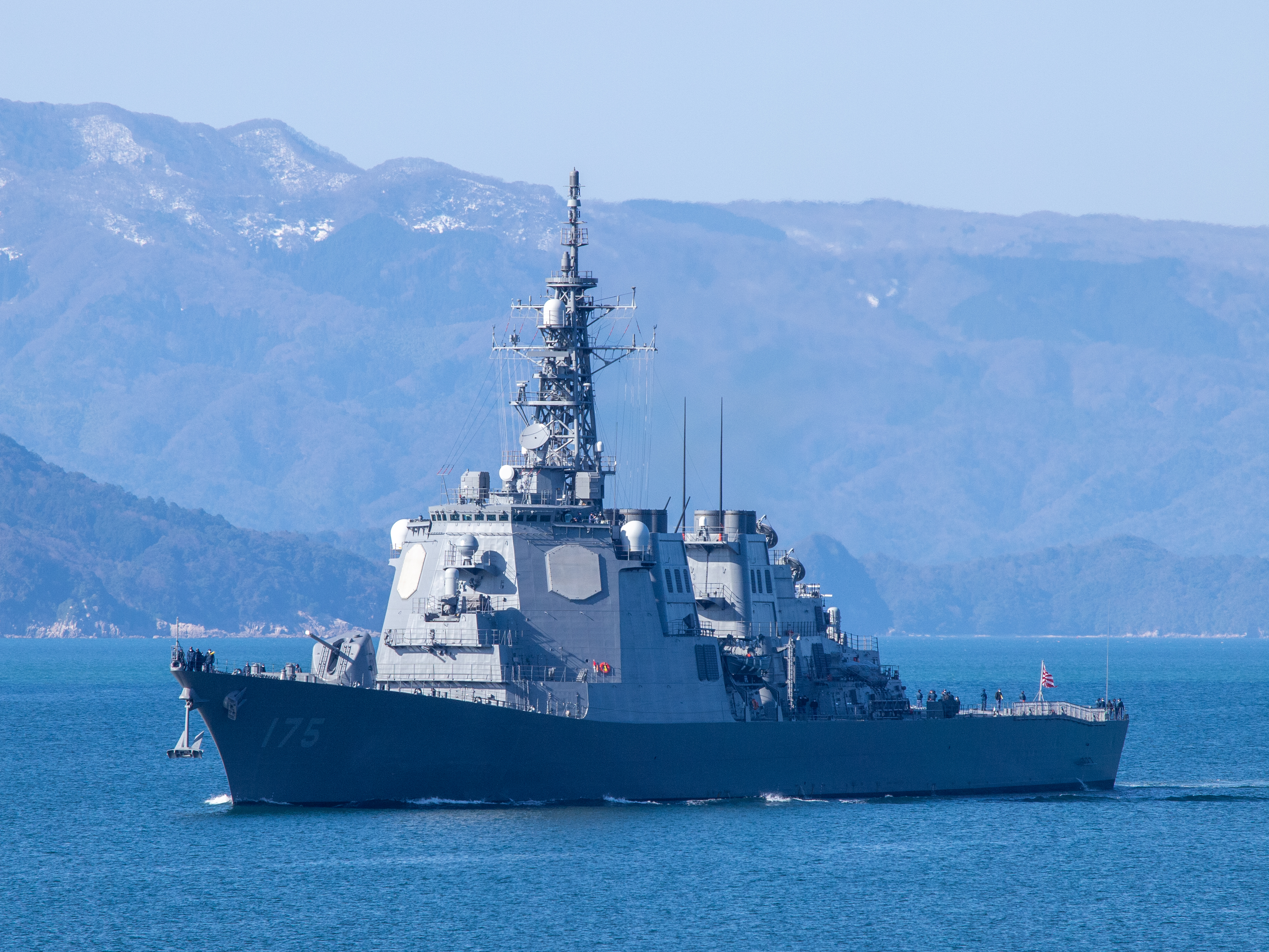
低視認性（ロービジ）塗装とされた「みょうこう」。舞鶴港口にて（2023年1月）。
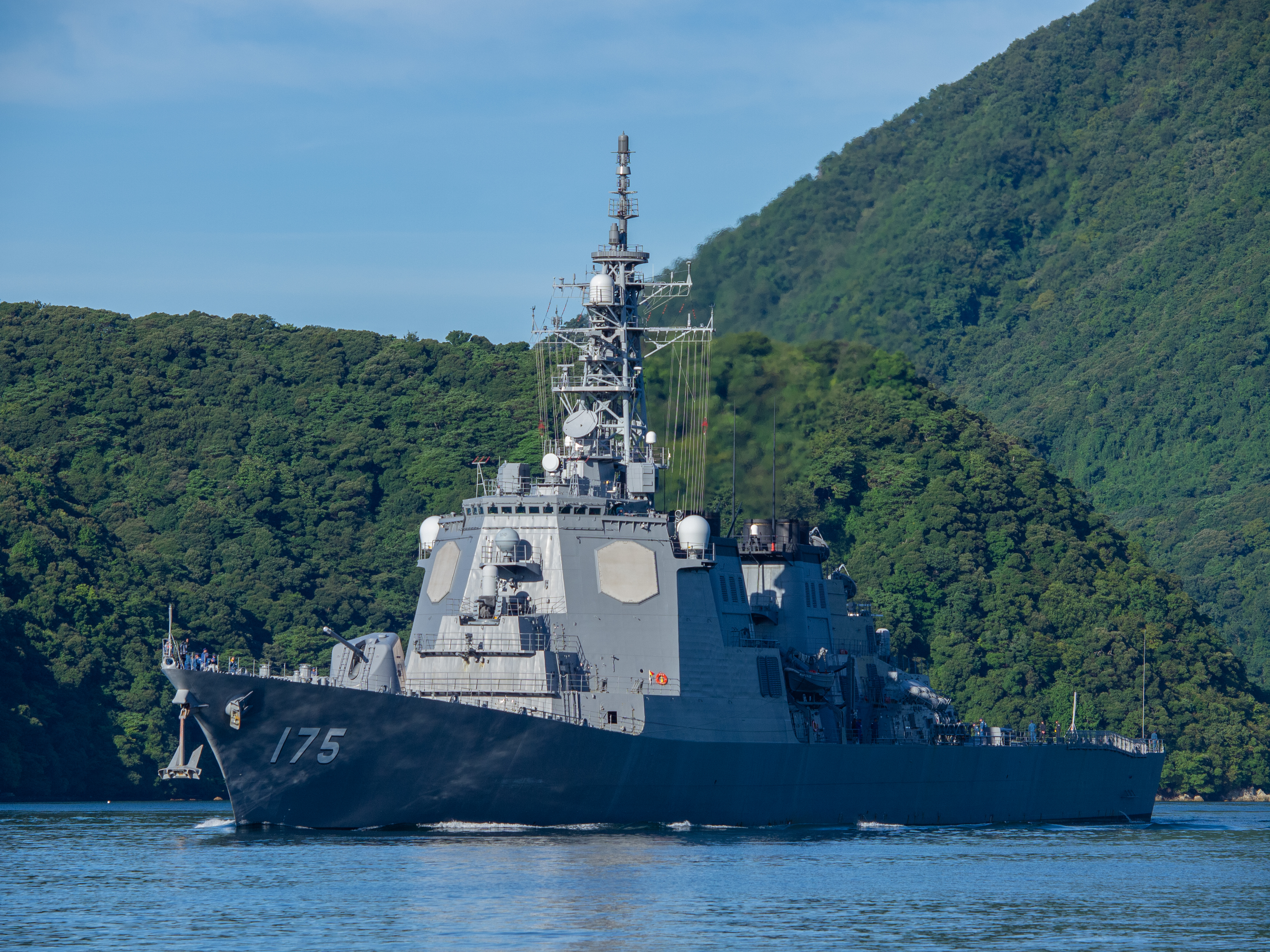
舞鶴湾航行中の「みょうこう」（従来塗装）
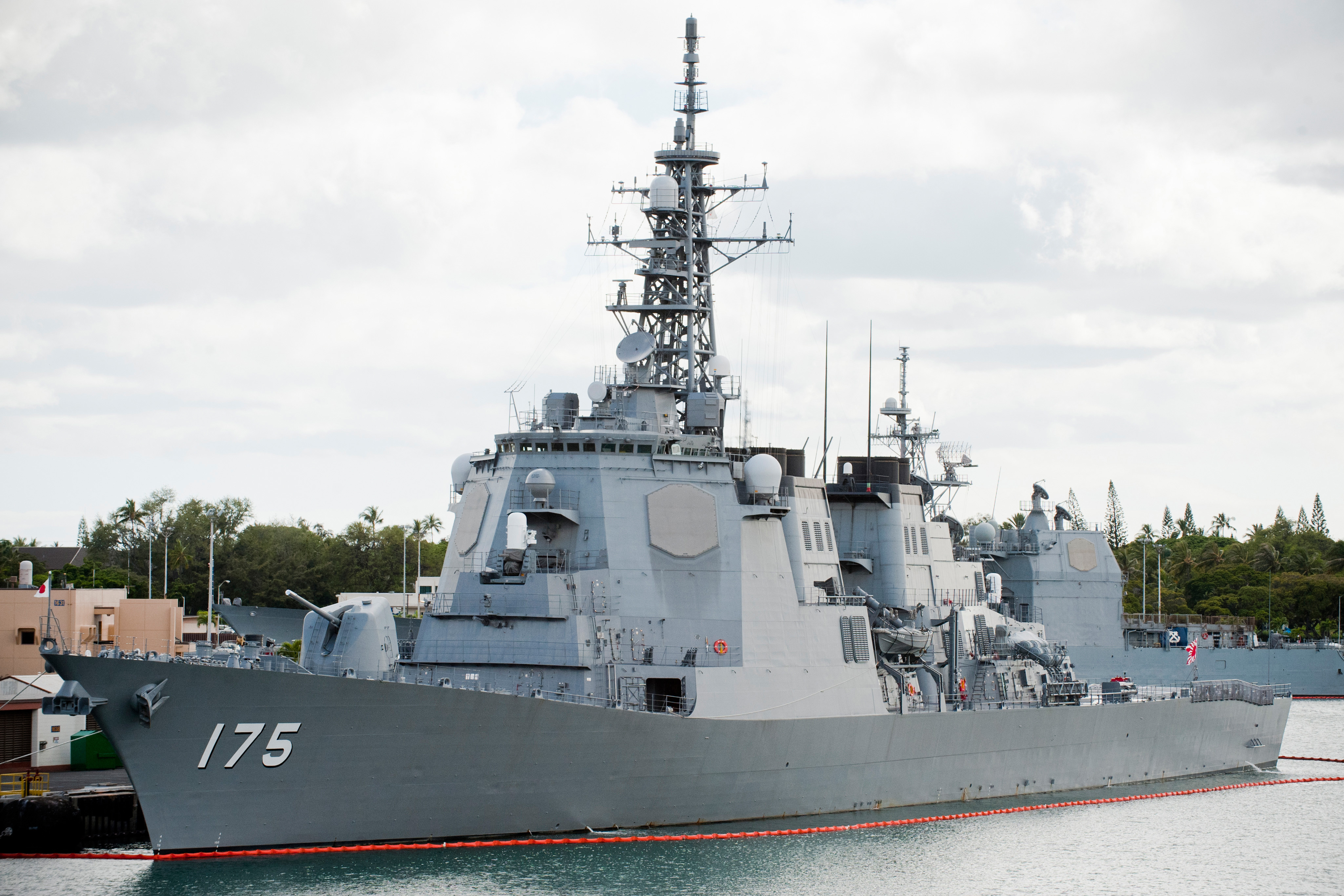
パールハーバーに停泊中の「みょうこう」（従来塗装）
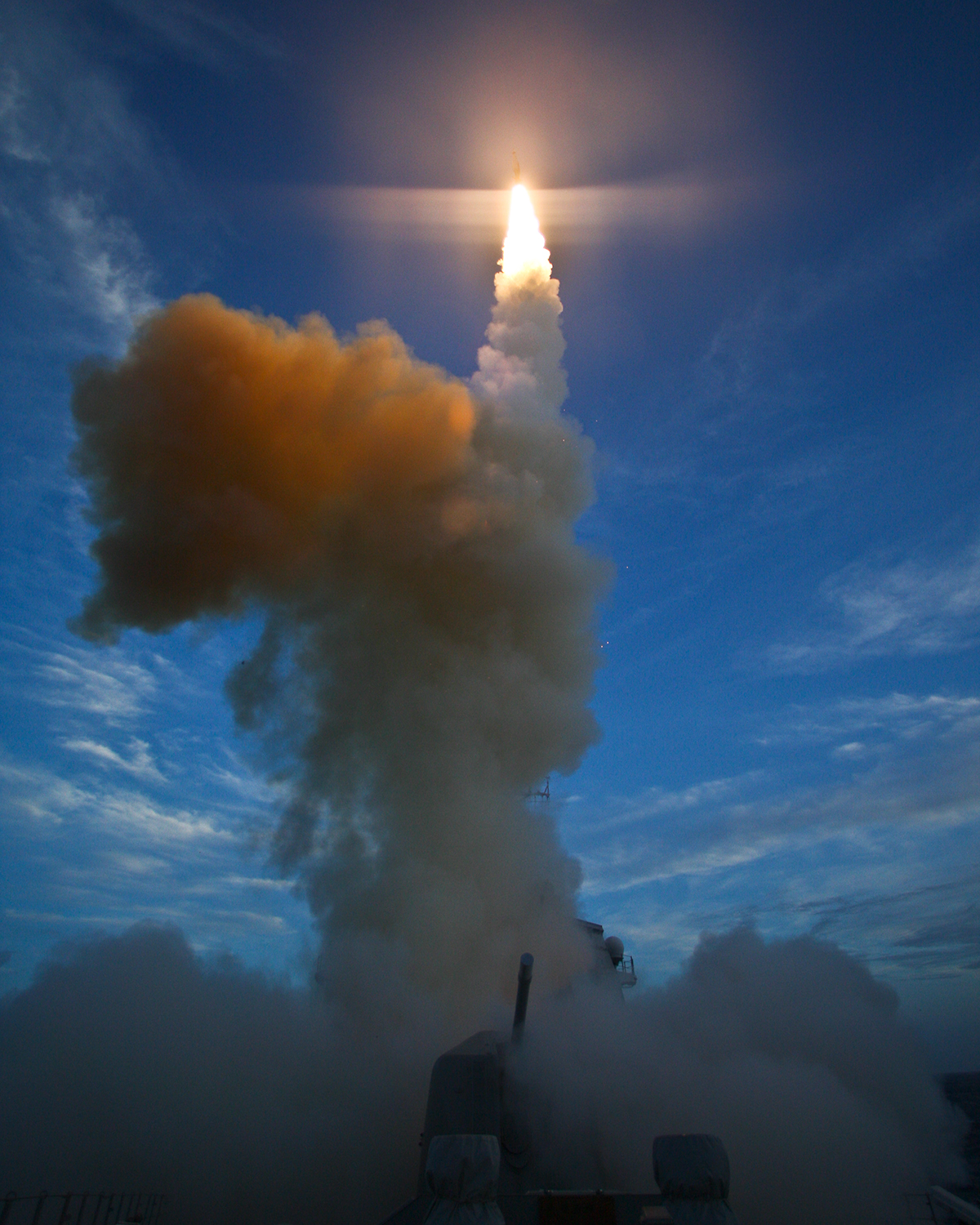
ハワイ・カウアイ島沖でのSM-3発射試験
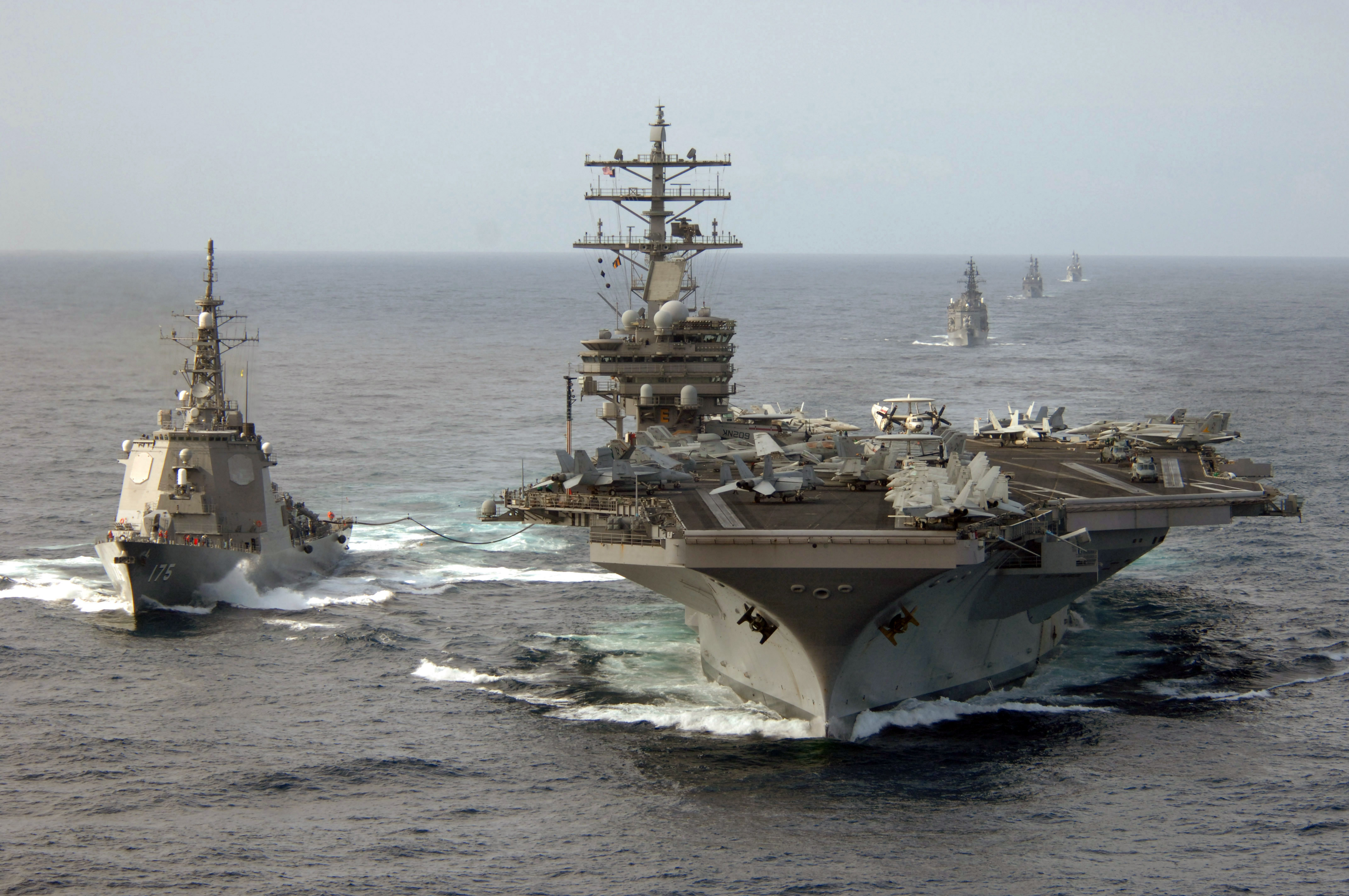
訓練を実施する「みょうこう」（左）と空母「ロナルド・レーガン」（右）

## 登場作品

### 映画
『バトルシップ』
リムパックに参加中、アーレイ・バーク級ミサイル駆逐艦「ジョン・ポール・ジョーンズ」「サンプソン」とともに艦隊から分派され、宇宙からハワイ沖に落下してきたエイリアンの侵略兵器と、ECMによってレーダーやGPSが使えない状況下で激しい戦闘を繰り広げる。
作中で「みょうこう」として登場している艦艇ないしCGモデルは、「みょうこう」と同じ艦番号「175」を編集により付けているが、実際には「あたご」である。
『亡国のイージス』
架空のイージス護衛艦「いそかぜ」役で「みょうこう」が登場。副艦長などの幹部たちが某国工作員と手を組んで反乱を起こし、東京の一般市民たちを人質にして日本政府に要求を飲ませるため、某国工作員が米軍から強奪した化学兵器「GUSOH」を積んで東京湾に向かい、その際、これを阻止しようとする架空の護衛艦「うらかぜ」と戦闘を行う。
撮影には実物のほか、沿岸部に建造された実物大セットが使用されている。